# Аннтонія Порсільд
Аннтонія Порсільд (тай. แอนโทเนีย โพซิ้ว ; 2 листопада 1996) — дансько-тайська модель і королева краси, коронована як Міс Супранаціонал 2019 і Міс Всесвіт Таїланд 2023. Раніше коронована як Miss Supranational Thailand 2019, Порсілд стала першою тайкою, яка завоювала титул Miss Supranational. Пізніше вона представляла Таїланд на конкурсі «Міс Всесвіт 2023», посівши місце 1-шої Віцеміс.

## Раннє життя і освіта
Порсілд народилася в сім'ї данця Мортена Порсільда та таїландки Танраді (Ні) Порсільд з провінції Накхон Ратчасіма. У неї є молодший брат, на ім'я Крістофер. Порсільд виросла у кількох країнах: Індії, Данії, Іспанії, Таїланді, а також у Хошиміні, В'єтнам.
З 2015 по 2017 рік Порсільд навчалася в Міжнародній школі Хошиміну. Потім вона вивчала зв'язки з громадськістю та комунікації в Бізнес-школі ЄС у Барселоні, Іспанія, у 2017 році, перш ніж перейти до Стемфордського міжнародного університету у 2018 році. У 2022 році вона здобула ступінь бакалавра мистецтв у галузі комунікації в Стемфордському міжнародному університеті. Порсільд планує продовжити навчання в цьому ж закладі, здобувши ступінь магістра ділового адміністрування (МДА), отримавши повну стипендію.

## Конкурси краси

### Miss Supranational 2019
Порсільд розпочала свою яскраву кар'єру у 2019 році на конкурсі Miss Supranational Thailand 2019. За підсумками конкурсу вона стала королевою Miss Supranational Thailand 2019. Як переможниця, Порсільд отримала право представляти Таїланд на конкурсі Miss Supranational 2019. Конкурс відбувся 6 грудня 2019 року, і Порсільд стала його переможницею. Вона стала першою тайською жінкою, яка отримала титул Miss Supranational.

### Міс Всесвіт Таїланд 2023
На пресконференції «Міс Всесвіт Таїланд» 6 травня 2023 року Порсільд була представлена як учасниця конкурсу «Міс Всесвіт Таїланд», який відбудеться 20 серпня 2023 року. Вона представляла провінцію Накхон Ратчасіма, яка є рідним містом її матері, і виборола титул. Порсільд представляла Таїланд на конкурсі «Міс Всесвіт 2023», посівши місце 1-шої Віцеміс, що є найвищим результатом країни з 1988 року.